# خوسيه ماريا لوبريراس
خوسيه ماريا لوبريراس (بالإسبانية: José María Lumbreras)‏ هو لاعب كرة قدم إسباني في مركز الوسط، ولد في 6 يناير 1961 في تطيلة في إسبانيا. لعب مع أوساسونا وريال سرقسطة وريال سوسيداد.

## وصلات خارجية
- خوسيه ماريا لوبريراس على موقع قاعدة بيانات كرة القدم.إي يو (الإنجليزية)